# Кундравинское сельское поселение
Кундравинское се́льское поселе́ние — муниципальное образование в Чебаркульском районе Челябинской области Российской Федерации. В рамках административно-территориального устройства муниципальное образование  соответствует административно-территориальной единице Кундравинский сельсовет.
Административный центр — село Кундравы.

## История
Статус и границы сельского поселения установлены Законом Челябинской области от 16 ноября 2004 года № 311-ЗО «О статусе и границах Чебаркульского муниципального района и сельских поселений в его составе»

## Население
| 2002  | 2010  | 2011  | 2012  | 2013  | 2014  | 2015  |
| ----- | ----- | ----- | ----- | ----- | ----- | ----- |
| 5055  | ↘5007 | ↘5006 | ↘4970 | →4970 | ↗4975 | ↗5048 |
| 2016  | 2017  | 2018  | 2019  | 2020  | 2021  | 2023  |
| ↘5025 | ↘5006 | ↗5010 | ↘5004 | ↘4943 | ↘4886 | ↘4839 |

## Состав сельского поселения
| №  | Населённый пункт | Тип населённого пункта       | Население |
| -- | ---------------- | ---------------------------- | --------- |
| 1  | Болотово         | деревня                      | ↘337      |
| 2  | Большаково       | деревня                      | ↘320      |
| 3  | Бутырки          | деревня                      | ↗339      |
| 4  | Горки            | посёлок                      | ↘37       |
| 5  | Калиновка        | деревня                      | ↗26       |
| 6  | Ключевка 2-я     | деревня                      | ↘373      |
| 7  | Крыжановка       | деревня                      | ↗348      |
| 8  | Кундравы         | село, административный центр | ↗2629     |
| 9  | Половинка        | деревня                      | ↗351      |
| 10 | Уштаганка        | деревня                      | ↘247      |